# Vittorio Lucarelli
Vittorio Lucarelli (* 31. Oktober 1928 in Rom; † 16. Februar 2008 in Tivoli) war ein italienischer Florettfechter.

## Erfolge
Vittorio Lucarelli wurde 1955 in Rom im Mannschaftswettbewerb Weltmeister, 1957 gewann er in Paris in der Mannschaftskonkurrenz Bronze. Dazwischen erreichte er bei den Olympischen Spielen 1956 in Melbourne mit der Mannschaft die Finalrunde, in der die italienische Equipe vor Frankreich und Ungarn den ersten Platz belegte. Gemeinsam mit Giancarlo Bergamini, Luigi Carpaneda, Edoardo Mangiarotti, Manlio Di Rosa und Antonio Spallino wurde er somit Olympiasieger.